# Alvaiázere
Alvaiázere é um município português pertencente à região das Beiras (Coimbra), e ao distrito Leiria. Integrando  atualmente a Comunidade Intermunicipal da Região de Leiria no Centro de Portugal, com 6 239 habitantes.
Com sede na vila de Alvaiázere, o município de Alvaiázere tem 160,48 km² de área e 6 239 habitantes (2021), subdividido em 5 freguesias.
O município de Alvaiázere é limitado a norte pelo município de Ansião, a nordeste e leste por Figueiró dos Vinhos, a sueste por Ferreira do Zêzere, a sudoeste por Ourém e a oeste por Pombal. Dista 53 km da cidade de Leiria, a sua capital de distrito, via EN 356 / EN 113

## Etimologia
O termo “Alvaiázere” derivará do árabe Al-Baiaz (o falcoeiro); terras do falcoeiro.

## Freguesias

Freguesias do município de Alvaiázere.

O município de Alvaiázere está dividido em 5 freguesias:
- Almoster
- Alvaiázere (sede)
- Maçãs de Dona Maria
- Pelmá
- Pussos São Pedro

Extintas
Em 2013, devido à reforma administrativa nacional, foram extintas três das, até então, 7 freguesias do município alvaiazerense:
- Maçãs de Caminho, agora parte de Alvaiázere
- Rego da Murta, agora parte de Pussos São Pedro
- Pussos, agora parte de Pussos São Pedro

## História
O município de Alvaiázere foi extinto entre 1895 e 1898 (Decreto de 7 de setembro de 1895 e Decreto de 13 de janeiro de 1898) passando, neste breve período, Almoster e Maçãs de Caminho a fazer parte do município de Ansião e Pelmá a estar anexada ao município de Vila Nova de Ourém.
Já Maçãs de Dona Maria foi sede de concelho que seria extinto, por Decreto de 24 de outubro de 1855, passando a fazer parte do concelho de Figueiró dos Vinhos. No entanto, o Decreto de 7 de setembro de 1895 implicaria a sua anexação a Ansião para o Decreto de 13 de janeiro de 1898 determinar a passagem para Alvaiázere.

## Evolução da População do Município
| 9802 1864 | 10477 1878 | 10675 1890 | 11936 1900 | 12870 1911 | 13098 1920 | 13290 1930 | 15047 1940 | 14950 1950 | 13583 1960 | 11299 1970 | 10510 1981 | 9306 1991 | 8438 2001 | 7287 2011 | 6238 2021 |
|           |            |            |            |            |            |            |            |            |            |            |            |           |           |           |           |

(Obs.: Número de habitantes "residentes", ou seja, que tinham a residência oficial neste município à data em que os censos se realizaram.)
| Número de habitantes por Grupo Etário | Número de habitantes por Grupo Etário | Número de habitantes por Grupo Etário | Número de habitantes por Grupo Etário | Número de habitantes por Grupo Etário | Número de habitantes por Grupo Etário | Número de habitantes por Grupo Etário | Número de habitantes por Grupo Etário | Número de habitantes por Grupo Etário | Número de habitantes por Grupo Etário | Número de habitantes por Grupo Etário | Número de habitantes por Grupo Etário | Número de habitantes por Grupo Etário | Número de habitantes por Grupo Etário |
| ------------------------------------- | ------------------------------------- | ------------------------------------- | ------------------------------------- | ------------------------------------- | ------------------------------------- | ------------------------------------- | ------------------------------------- | ------------------------------------- | ------------------------------------- | ------------------------------------- | ------------------------------------- | ------------------------------------- | ------------------------------------- |
|                                       | 1900                                  | 1911                                  | 1920                                  | 1930                                  | 1940                                  | 1950                                  | 1960                                  | 1970                                  | 1981                                  | 1991                                  | 2001                                  | 2011                                  | 2021                                  |
| 0-14 Anos                             | 4068                                  | 4313                                  | 4162                                  | 4389                                  | 4767                                  | 4158                                  | 3350                                  | 2525                                  | 2004                                  | 1531                                  | 1099                                  | 787                                   | 556                                   |
| 15-24 Anos                            | 1852                                  | 2107                                  | 2433                                  | 2353                                  | 2387                                  | 2545                                  | 2233                                  | 1390                                  | 1481                                  | 1135                                  | 1014                                  | 708                                   | 518                                   |
| 25-64 Anos                            | 4767                                  | 4935                                  | 5346                                  | 5725                                  | 6155                                  | 6434                                  | 6320                                  | 5390                                  | 4838                                  | 4303                                  | 3861                                  | 3401                                  | 2852                                  |
| = ou > 65 Anos                        | 977                                   | 991                                   | 1065                                  | 1212                                  | 1310                                  | 1492                                  | 1680                                  | 1995                                  | 2187                                  | 2337                                  | 2464                                  | 2391                                  | 2312                                  |

(Obs: De 1900 a 1950 os dados referem-se à população "de facto", ou seja, que estava presente no município à data em que os censos se realizaram. Daí que se registem algumas diferenças relativamente à designada população residente)

## Política

### Eleições autárquicas[13]
| Data | %     | V     | %       | V       | %      | V      | %              | V            | %              | V  | %              | V   | %              | V  | Participação |                |
| Data | PS    | PS    | PPD/PSD | PPD/PSD | CDS-PP | CDS-PP | FEPU/APU/CDU   | FEPU/APU/CDU | AD             | AD | IND            | IND | CH             | CH | Participação |                |
| ---- | ----- | ----- | ------- | ------- | ------ | ------ | -------------- | ------------ | -------------- | -- | -------------- | --- | -------------- | -- | ------------ | -------------- |
| Data | 1976  | 41,77 | 2       | 34,06   | 2      | 17,11  | 1              | 2,49         | -              |    |                |     |                |    |              | 58,45 / 100,00 |
| 1979 | 11,64 | -     | AD      | AD      | AD     | AD     | 1,60           | -            | 84,26          | 5  | 73,37 / 100,00 |     |                |    |              |                |
| 1982 | 3,87  | -     | 30,52   | 2       | 59,87  | 3      | 1,60           | -            |                |    | 67,95 / 100,00 |     |                |    |              |                |
| 1985 |       |       | 54,81   | 3       | 40,51  | 2      | 1,29           | -            | 66,27 / 100,00 |    |                |     |                |    |              |                |
| 1989 | 3,09  | -     | 75,50   | 4       | 16,63  | 1      | 1,24           | -            | 66,71 / 100,00 |    |                |     |                |    |              |                |
| 1993 | 13,03 | -     | 78,72   | 5       | 3,54   | -      | 1,19           | -            | 64,40 / 100,00 |    |                |     |                |    |              |                |
| 1997 | 16,70 | 1     | 78,26   | 4       |        |        | 0,92           | -            | 66,35 / 100,00 |    |                |     |                |    |              |                |
| 2001 | 21,53 | 1     | 73,02   | 4       | 0,64   | -      | 66,78 / 100,00 |              |                |    |                |     |                |    |              |                |
| 2005 | 21,86 | 1     | 63,63   | 4       | 10,47  | -      | 0,91           | -            | 65,29 / 100,00 |    |                |     |                |    |              |                |
| 2009 | 23,20 | 1     | 50,72   | 3       | 22,35  | 1      | 0,92           | -            | 64,67 / 100,00 |    |                |     |                |    |              |                |
| 2013 | 18,74 | 1     | 57,90   | 3       | 16,75  | 1      | 1,04           | -            | 61,67 / 100,00 |    |                |     |                |    |              |                |
| 2017 | 32,41 | 2     | 50,41   | 3       | 12,43  | -      | 1,03           | -            | 65,32 / 100,00 |    |                |     |                |    |              |                |
| 2021 | 39,58 | 2     | 40,74   | 3       |        |        | 1,16           | -            | 10,38          | -  | 4,49           | -   | 65,36 / 100,00 |    |              |                |

### Eleições legislativas
| Data | %     | %     | %     | %    | %     | %     | %        | %     | %     | %     | %    | %   | %       | % | %  | %  |
| Data | PSD   | CDS   | PS    | PCP  | UDP   | AD    | APU/ CDU | FRS   | PRD   | PSN   | B.E. | PAN | PSD CDS | L | CH | IL |
| ---- | ----- | ----- | ----- | ---- | ----- | ----- | -------- | ----- | ----- | ----- | ---- | --- | ------- | - | -- | -- |
| 1976 | 48,61 | 25,44 | 13,35 | 1,18 | 0,46  |       |          |       |       |       |      |     |         |   |    |    |
| 1979 | AD    | AD    | 11,28 | APU  | 0,77  | 77,04 | 2,05     |       |       |       |      |     |         |   |    |    |
| 1980 | AD    | AD    | FRS   | APU  | 0,84  | 80,36 | 1,60     | 10,80 |       |       |      |     |         |   |    |    |
| 1983 | 42,90 | 36,13 | 13,95 | APU  | 0,37  |       | 1,50     |       |       |       |      |     |         |   |    |    |
| 1985 | 50,32 | 25,49 | 10,26 | APU  | 0,44  | 1,03  | 6,44     |       |       |       |      |     |         |   |    |    |
| 1987 | 80,47 | 6,99  | 6,69  | CDU  | 0,20  | 0,97  | 1,00     |       |       |       |      |     |         |   |    |    |
| 1991 | 82,17 | 4,41  | 8,59  | CDU  |       | 0,53  | 0,40     | 1,01  |       |       |      |     |         |   |    |    |
| 1995 | 71,06 | 8,48  | 16,81 | CDU  | 0,38  | 0,41  |          |       |       |       |      |     |         |   |    |    |
| 1999 | 68,56 | 9,10  | 18,85 | CDU  |       | 0,69  | 0,20     | 0,49  |       |       |      |     |         |   |    |    |
| 2002 | 73,01 | 8,45  | 14,93 | CDU  | 0,40  |       | 0,68     |       |       |       |      |     |         |   |    |    |
| 2005 | 64,51 | 9,40  | 19,42 | CDU  | 0,53  | 1,58  |          |       |       |       |      |     |         |   |    |    |
| 2009 | 54,51 | 15,10 | 20,05 | CDU  | 1,18  | 3,37  |          |       |       |       |      |     |         |   |    |    |
| 2011 | 63,38 | 15,69 | 12,43 | CDU  | 1,16  | 1,69  | 0,63     |       |       |       |      |     |         |   |    |    |
| 2015 | CDS   | PSD   | 16,45 | CDU  | 1,35  | 4,96  | 0,68     | 68,68 | 0,36  |       |      |     |         |   |    |    |
| 2019 | 50,66 | 8,39  | 22,65 | CDU  | 1,17  | 4,78  | 1,49     |       | 0,32  | 1,57  | 0,23 |     |         |   |    |    |
| 2022 | 50,16 | 2,38  | 27,27 | CDU  | 0,83  | 2,24  | 0,57     | 0,63  | 10,97 | 2,06  |      |     |         |   |    |    |
| 2024 | AD    | AD    | 16,75 | CDU  | 50,56 | 0,84  | 1,60     | 1,44  | 1,14  | 20,85 | 1,98 |     |         |   |    |    |

## Geografia
Situado na zona nordeste do distrito de Leiria, o município de Alvaiázere está em contacto com os municípios leirienses de Pombal (oeste), Ansião (norte) e Figueiró dos Vinhos (nordeste e leste), fazendo fronteira a sul com o distrito de Santarém, concretamente com os escalabitanos municípios de Ferreira do Zêzere (sueste) e Ourém (sudoeste).
Em tempos pertencendo as terras alvaiazerenses à antiga província da Beira Litoral, era a fronteira entre Alvaiázere e Ferreira do Zêzere (nas freguesias de Pelmá e Pussos São Pedro) que também definia então parte da separação entre a Beira Litoral e o Ribatejo.
Entre 2002 e 2013, Alvaiázere encontrou-se no sudoeste da sub-região estatística Pinhal Interior Norte (NUTS III), parte da Região Centro (NUTS II).
Desde 2013 o município de Alvaiázere faz parte da entidade intermunicipal Região de Leiria (NUTS III), parte integrante da Região Centro (NUTS II). Estando em contacto, a sul, com Ourém e Ferreira do Zêzere, Alvaiázere faz fronteira com a entidade intermunicipal Médio Tejo.
Em termos de geomorfologia, no município destaca-se a Serra de Alvaiázere, atingindo os 618 metros de altitude, inserida num pequeno maciço calcário que integra o Maciço de Sicó, que se destaca em relação a outras duas unidades: a Serra de Sicó (noroeste) e a Serra de Monte de Vez (norte).
Cerca de 47 % do concelho de Alvaiázere foi classificado na Rede Natura 2000 como parte do Sítio Sicó / Alvaiázere, correspondendo à maior fatia concelhia (24 %) deste sítio.

## Clima
O clima desta região insere-se no domínio bioclimático pré-atlântico, apresentando características típicas do clima mediterrâneo com verões quentes e secos[...], centrados essencialmente nos meses de julho e agosto e com um regime anual de precipitação marcadamente mediterrâneo com valores muito reduzidos (10 mm / 16 mm) ou mesmo nulos. Os meses de janeiro e dezembro são os meses que apresentam valores de precipitação mais elevados, na ordem dos 140 mm (Rego da Murta) a 180 mm (Alvaiázere).[...] No que concerne à temperatura, o regime anual é simples e os valores médios oscilam entre os 10 °C em janeiro e os 20 °C em agosto. Os meses mais quentes apresentam valores de temperatura máxima média a rondar os 30 °C, enquanto que os meses mais frios apresentam temperaturas mínimas médias na ordem dos 2 °C.

## Património

### Bens classificados
Em termos de património classificado sob alçada da Direção-Geral do Património Cultural, o município de Alvaiázere tem três bens classificados de Interesse Público:
- Pelourinho de Alvaiázere (IIP), classificado como Imóvel de Interesse Público em 1933, entretanto destruído.[21]
- Pelourinho de Maçãs de Dona Maria (IIP), classificado como Imóvel de Interesse Público em 1933.[22]
- Cruzeiro Filipino de Maçãs de Dona Maria (IIP), classificado como Imóvel de Interesse Público em 2002.[23]

### Personalidades ilustres
- Visconde de Sousel
- Barão de Alvaiázere
- Fernando Lopes (1935—2012), cineasta português

### Percursos Pedestres
Alvaiázere possui uma rede de percursos pedestres que totaliza cerca de 120 km devidamente sinalizados e homologados pela Federação de Campismo e Montanhismo de Portugal.
Ao todo a Rede de Percursos do Concelho de Alvaiázere apresenta 6 percursos de Pequena Rota (PR) e por um percurso de Grande Rota (GR):
- GR 35  - Grande Rota do Concelho de Alvaiázere (53 km)
- PR 1 AVZ - Por trilhos de Al-Baizir (9,3 km)
- PR 2 AVZ - Encantos do Vale da Mata (9,3 km)
- PR 3 AVZ - Percurso da Grande Fórnea (14,57 km)
- PR 4 AVZ - Percurso Pedestre dos Megalapiás (13,4 km)
- PR 5 AVZ - Percurso Pedestre da Ribeira do Tordo (9,15 km)
- PR 6 AVZ - Encontros entre o sagrado e o profano (8,5 km)

## Economia

### Produtos regionais
- Chícharo de Alvaiázere, a leguminosa (Lathyrus sativus) foi considerada pela Associação Nacional de Municípios e de Produtores para a Valorização e Qualificação dos Produtos Tradicionais Portugueses como um dos Produtos Tradicionais Portugueses.[26][27]

Em 2016 são dois os produtos que podem ser genuinamente originados no município de Alvaiázere, que recebem protecção legislativa a nível nacional e da União Europeia, ambos por DOP de Denominação de Origem Protegida.
- Azeites do Ribatejo (DOP). Apesar de não pertencer ao Ribatejo, o município de Alvaiázere faz parte da área geográfica definida para a produção destes azeites.[29]
- Queijo Rabaçal (DOP). O município de Alvaiázere faz parte da área geográfica definida para a produção deste queijo de ovelha e cabra.[30]

### Turismo
Alvaiázere faz parte da Turismo Centro de Portugal, mais concretamente no pólo de marca turística "Coimbra", sendo que o único local referenciado por esta entidade para visitar em abril de 2016 era o Museu Municipal de Alvaiázere.

## Geminações
O município de Alvaiázere é geminado, desde 2008, com a seguinte cidade:
- Matola, Maputo, Moçambique